# Kelvin Doe
Kelvin Doe, né le 26 octobre 1996 à Freetown en Sierra Leone, est un inventeur sierra-léonais, également connu comme « DJ Focus ». Il est surtout connu pour avoir construit des batteries et des générateurs électriques à partir d'objets qu'il trouve dans les poubelles de son village.

## Éléments biographiques
Kelvin Doe est issu d'une famille modeste. En démontant de vieilles batteries, il observe leur fonctionnement, et décide d'en élaborer une à partir d'éléments de récupération.  À partir de l'âge de treize ans, sans connaissances approfondies en ingénierie électrique, il utilise des objets qu'il trouve dans les poubelles de son village pour fournir de l'électricité dans son foyer,,,.
Pour sa première tentative, il utilise de l'acide, du soda et du métal en combinant le tout dans une tasse, afin de scotcher l'ensemble des composants et de réaliser sa première batterie. Il a ensuite construit un générateur pour sa maison,. Le même générateur électrique, qu'il a fabriqué lui-même, lui permet aussi de faire fonctionner une station radio. Pour cela, en utilisant un baladeur CD, une antenne et une table de mixage qu'il a réparée, il anime une station FM pour tout son voisinage. C'est à ce moment qu'il choisit le pseudonyme de DJ Focus. Il fait écouter de la musique à tous les membres de son village et explique pour quelle raison il a créé une radio pour sa communauté : « Avoir une radio dans notre communauté, cela nous permet de débattre des problèmes affectant notre village, mais aussi le Sierra Leone dans son ensemble.  ».

## Première visite aux États-Unis et reconnaissance internationale
Ses travaux sont découverts grâce à un concours organisé par l'université. En mars 2012, un étudiant sierra-léonais imagine le challenge Innovate Salone demandant aux lycéens du pays d'inventer des solutions aux problèmes de la vie quotidienne. Kelvin Doe participe au concours et fait ainsi connaître ses réalisations. Il reçoit une invitation aux États-Unis de la part d'une des universités technologiques les plus prestigieuses au monde, le MIT (Massachusetts Institute of Technology),. 
Kelvin Doe est ainsi invité à découvrir des laboratoires et des équipes du MIT durant deux semaines afin d'améliorer ses connaissances en électricité. En septembre 2012, il va à New York pour participer au forum World Maker Faire aux côtés de jeunes inventeurs américains. Il rencontre le président de l'université Harvard..
Depuis, il a été invité à d'autres manifestations ou colloques, accueilli comme une star, dont, par exemple, les assemblées annuelles de la Banque africaine de développement à Lusaka, en Zambie, en mai 2016 : « L’expérience de ce jeune homme est un exemple, un symbole et un espoir », déclare le président de la BAD, Akinwumi Adesina.
Son ambition est de continuer à élaborer des solutions et à innover dans les énergies renouvelables de production électrique,. Mais il doit apprendre à gérer aussi sa surexposition médiatique.